# 작은날개대왕대벌레
작은날개대왕대벌레(학명: Eurycnema versirubra 에우리크네마 웨르시루브라[*])는 티모르섬, 솔로르섬, 웨타르섬에 서식하는 대벌레이다. 원 서식지는 티모르섬과 인접해 있는 섬들이다. 이 섬들로부터 자바섬과 말레이시아로 유입되었는데, 이들은 사육 시장에서만 발견되며 야생에서 포획된 표본은 알려지지 않았다. 티모르섬의 경우, 티모르 사람들은 이 종이 매우 강한 독을 가지고 있다 생각하기 때문에 매우 두려워 한다. 그래서 눈에 보이는 족족 죽임당하기도 한다. 사람들이 보통 생각하는 거와는 달리, 작은날개대왕대벌레는 무해하다.

## 특징

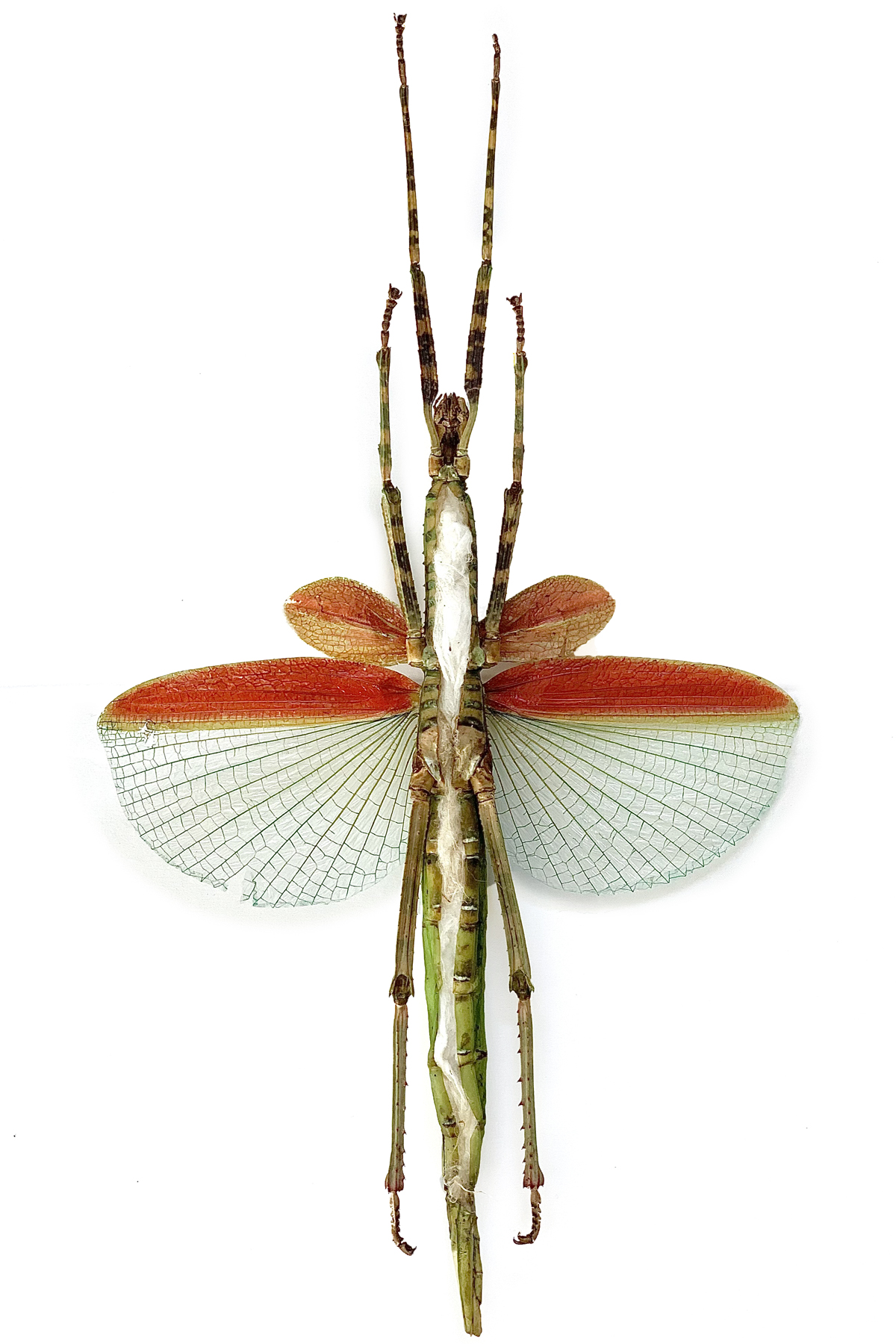
전연맥이 붉은색인 티모르 채집 표본

암컷은 덩치가 크며 날개가 달려있고 녹색을 띤다. 몸길이는 최대 270 mm (11 in)이다. 수컷은 몸길이가 130 mm (5.1 in)~160 mm (6.3 in)이다. 수컷과 암컷 모두 뒷날개와 앞날개의 전연맥 안쪽 부분이 눈에 띄는 붉은색을 띠고 있다.
가장 덩치가 큰 야생 암컷 표본은 서티모르 지역에 있는 네카메세(Nekamese)에서 데이비스 다말레도(Davis Damaledo)가 발견한 것으로, 몸길이는 280 mm (11 in)이다.

## 먹이
야생 개체의 경우 구아바, 아카시아, 레온자, 인도대추를 먹는다는 기록이 있다.. 암컷 성충의 경우 타마린드도 먹는다는 기록이 있으나 타마린드에서 발견되는 개체들은 크기가 작은데 타마린드는 이들에게 좋은 먹이식물이 아닌 것으로 보인다. 또한 티모르 사람들은 이 곤충이 화이트검도 먹는다고 말하지만, 단 한 개체만이 이 나무네서 발견된 적이 있다. 그러나 서티모르에서 사육되는 개체도 화이트검과 티모르화이트검을 먹이식물로 받아들이는 것으로 나타났기 때문에 이 정보는 확실하다.